# Codice Matrix
Codice Matrix (Threat Matrix) è una serie televisiva statunitense in 16 episodi trasmessi per la prima volta nel corso di una sola stagione dal 2003 al 2004.
Il titolo fa riferimento ad un rapporto, consegnato al presidente degli Stati Uniti ogni mattina, che contiene le informazioni relative alle ultime minacce contro la sicurezza degli Stati Uniti.

## Trama
L'agente speciale John Kilmer guida l'unità anti-terrorismo del Dipartimento della Sicurezza Interna degli Stati Uniti d'America.

## Personaggi
- agente speciale John Kilmer (16 episodi, 2003-2004), interpretato da James Denton.
- agente speciale Frankie Ellroy-Kilmer (16 episodi, 2003-2004), interpretata da Kelly Rutherford.
- colonnello Roger Atkins (16 episodi, 2003-2004), interpretato da Will Lyman.
- Mohammad 'Mo' Hassain (15 episodi, 2003-2004), interpretato da	Anthony Azizi.
- Jelani Harper (15 episodi, 2003-2004), interpretata da	Mahershala Ali.
- Lia 'Lark' Larkin (13 episodi, 2003-2004), interpretata da	Melora Walters.
- Reporter (10 episodi, 2003-2004), interpretato da Colby French.
- Tim Vargas (9 episodi, 2003-2004), interpretato da	Kurt Caceres.
- Holly Brodeen (6 episodi, 2003-2004), interpretata da Shoshannah Stern.
- agente Adam Anders (6 episodi, 2003-2004), interpretato da	Steven Petrarca.
- Carina Wright (5 episodi, 2003-2004), interpretata da Lorraine Toussaint.
- agente Mia Chen (3 episodi, 2004), interpretata da	Kelly Hu.
- senatrice Lily Randolph (2 episodi, 2003-2004), interpretato da Alice Krige.

## Produzione
La serie, ideata da Daniel Voll, fu prodotta da Industry Entertainment, Industry Television, Jeff Margolis Productions e Touchstone Television e girata a Los Angeles in California. Le musiche furono composte da Steve Jablonsky.

### Registi
Tra i registi della serie sono accreditati:
- Fred Gerber (4 episodi, 2003-2004)
- Guy Norman Bee (2 episodi, 2003)
- Perry Lang (1 episodio, 2003)
- Larry Shaw (1 episodio, 2003)
- Dan Lerner
- Tim Matheson

## Distribuzione
La serie fu trasmessa negli Stati Uniti dal 2003 al 2004 sulla rete televisiva ABC. In Italia è stata trasmessa su Fox dal 2005 e Rai 4 dal 2008 con il titolo Codice Matrix.
Alcune delle uscite internazionali sono state:
- negli Stati Uniti il 18 settembre 2003 (Threat Matrix)
- in Australia il 31 maggio 2004
- in Francia il 5 settembre 2004 (Agence Matrix)
- in Brasile il 15 settembre 2004
- in Islanda il 28 settembre 2004
- in Repubblica Ceca il 17 novembre 2004
- in Ungheria il 9 dicembre 2004
- nel Regno Unito il 14 gennaio 2005
- in Svezia il 19 giugno 2005
- in Italia l'8 dicembre 2005 (Codice Matrix)
- in Danimarca (Specialisterne)
- in Germania (Threat Matrix - Alarmstufe Rot)
- in Ungheria (Végveszélyben)

## Episodi
| Stagione       | Episodi | Prima TV USA | Prima TV Italia |
| -------------- | ------- | ------------ | --------------- |
| Prima stagione | 16      | 2003-2004    | 2005            |